# Doug Christie
Douglas Dale Christie (ur. 9 maja 1970 w Seattle) – amerykański koszykarz, występujący na pozycji rzucającego obrońcy, po zakończeniu kariery zawodniczej trener koszykarski, obecnie asystent trenera Sacramento Kings.

## Życiorys
Zaczął grać w koszykówkę na ulicy (streetball). Później był w szkolnych drużynach Cascade Middle School, Mark Morris High School i Rainer Beach High School, a później na uczelni Pepperdine University.
Christie został wybrany z numerem 17. w drafcie 1992 przez Seattle SuperSonics, jednak ze względu na trudności nigdy tam nie zagrał i został przeniesiony do Los Angeles Lakers. W zespole z Los Angeles występował sporadycznie. W 1994 przeniósł się do New York Knicks, gdzie również rzadko miał okazję gry. Rok później, w 1995, przeniósł się do jedynej kanadyjskiej drużyny NBA – Toronto Raptors. Grał tam do roku 2000. W tym czasie zwiększył swoją skuteczność i przeważnie był kwalifikowany do podstawowego składu.
W sezonie 1996/1997 zajął drugie miejsce w głosowaniu na największy postęp sezonu NBA.
W 2000 Christie zmienił klub na Sacramento Kings. Grając u boku Chrisa Webbera był tam jednym z najlepszych zawodników grających w obronie, został nawet wybrany do drugiej piątki najlepiej broniących zawodników.
W styczniu 2005 r. przeszedł do Orlando Magic za Cuttino Mobley'a. Christie nie był zadowolony z wymiany. Po kilku meczach zagranych dla tego klubu doznał kontuzji.
11 sierpnia 2005, po operacji kostki, Magic użyli amnestii na jego kontrakcie, która została zagwarantowana w nowym CBA. Krótko potem podpisał jednoroczny kontrakt z Dallas Mavericks. Z powodu wolnego powrótu do zdrowia po operacji, Mavericks zwolnili Christiego 25 listopada 2005. W styczniu 2007 podpisał 10 dniowy kontrakt z Los Angeles Clippers. Po Weekendzie Gwiazd, podczas swojego drugiego 10-dniowego kontraktu, postanowił odejść z Clippers.
2 sierpnia 2021 został asystentem trenera Sacramento Kings.

## Osiągnięcia
Na podstawie, o ile nie zaznaczono inaczej.
NCAA
- Uczestnik turnieju NCAA (1991, 1992)
- Mistrz:
  - turnieju konferencji West Coast (WCC – 1991, 1992)
  - sezonu regularnego WCC (1991, 1992)
- Zawodnik roku konferencji WCC (1991, 1992)[9]
- MVP turnieju WCC (1992)

NBA
- Zaliczony do:
  - I składu defensywnego NBA (2003)[10]
  - II składu defensywnego NBA (2001, 2002, 2004)[10]
- Lider wszech czasów klubu Toronto Raptors w przechwytach
- Uczestnik konkursu wsadów NBA (1996)